# Katrin Daliot
Katrin Daliot (* 1978 in Innsbruck) ist eine österreichische Schauspielerin und Sprecherin.

## Leben
Daliot begann vor ihrer Schauspielausbildung am Tiroler Landestheater (Bühnenreife in Wien) mit Tanzausbildungen und Klavier. Während der Ausbildung entdeckte sie die Sprache als Form der Musik für sich und begann daraufhin als Sprecherin für Kino, Funk und Fernsehen. Seit ihrer Schauspielausbildung agierte sie in Bühnenstücken von Shakespeare bis Ravenhill mit, u. a. am Tiroler Landestheater, Schauspielhaus Salzburg, Landestheater Vorarlberg, Tiroler Volksschauspiele, Staatstheater Innsbruck, Theater Reutlingen. Ihr Filmdebüt gab sie in dem französischen Filmdrama Tout est pardonné von Mia Hansen-Løve.
Als Sprechtechnik- und Modulationstrainerin unterrichtete sie von 1999 bis 2000 an der Schule des Sprechens in Wien, von 2003 bis 2007 an der Schauspielschule Sachers und seit 2012 an der Schauspielakademie Elfriede Ott, Wien.
Seit 2012 ist sie hauptberuflich Mediensprecherin. Sie bildet privat Berufssprecher aus und begleitet das Institut „Dr Yoga“, Wien, bei der Stimmschulung der Lehrenden.
Als Funk- und Fernsehsprecherin arbeitet sie in Deutschland und Österreich in verschiedenen Bereichen der Sprechkunst: Dokumentation, Werbung, Hörbuch, Hörspiel, Synchron. Sie ist regelmäßige Sprecherin für ARTE, 3 SAT, ORF, Servus TV, Ö1 und ist und war Stimme in zahlreichen Werbespots.
Für die Comicserie Cleo und Cuquin (Netflix) synchronisierte sie zuletzt die Hauptrolle Cleo und mehrere Rollen in der Serie Hexe Lilli. Seit 2020 spricht sie Kinderhörbücher für Ravensburger ein.
Daliot lebt in Wien.

## Film und Theater

### Kino
- 2007: Tout est pardonné

### Theater (Auswahl)
- Die Räuber Schiller, Rolle: Amalia
- Hautnah Patrik Marber, Rolle: Alice
- Die Präsidentinnen Schwab, Rolle: Mariedl
- Minna von Barnhelm Lessing, Rolle: Witwe Marlow
- Was ihr wollt Shakespeare, Rolle: Olivia
- Tell it with a kiss Gassner, Rolle: Pia
- Die Zofen Genet, Rolle: Claire
- Das Fest Rucov, Rolle: Michelle
- Das große Welttheater Barca, Rolle: Schönheit
- Der Kirschgarten Tschechow, Rolle: Varja (Beste freie Produktion Österreichs)
- Fette Männer im Rock Sylver, Rolle: Phyllis
- Das Wintermärchen Shakespeare, Rolle: Hermione
- Sleeping Around Ravenhill, Rollen: Kate, Lorraine, Annie
- Polaroids Ravenhill, Rolle: Helen
- Phädra Racine, Rolle: Arikia
- Die Räuber Schiller, Rolle: Räuber
- Pterodaktylus Silver, Rolle: Emma
- Die Dreigroschenoper Brecht, Rolle: Vixen
- Hopp und Tropp Prugger, Rolle: Hopp